# Saint-Georges-sur-Baulche
Saint-Georges-sur-Baulche – miejscowość i gmina we Francji, w regionie Burgundia-Franche-Comté, w departamencie Yonne.
Według danych na rok 1990 gminę zamieszkiwało 3186 osób, a gęstość zaludnienia wynosiła 332 osoby/km² (wśród 2044 gmin Burgundii Saint-Georges-sur-Baulche plasuje się na 64. miejscu pod względem liczby ludności, natomiast pod względem powierzchni na miejscu 954.).